# Andrea Moda Formula
Andrea Moda Formula was een Italiaans Formule 1-team, opgericht door Andrea Sassetti, een schoenmaker uit Italië. In september 1991 kocht Sassetti het Coloni F1 team nadat dit team zich in 1991 niet had weten te kwalificeren voor elke race. In de 82 keer dat Coloni zich aanmeldde voor een Grand Prix wist het maar 14 keer aan de start te komen.
Andrea Moda begon als een raceteam met maar zes medewerkers, het team slaagde er niet in om de eerste twee races aan de start te verschijnen. Andra Moda wordt dan ook wel beschouwd als het slechtste team dat ooit heeft mee gedaan in de Formule 1. De livery van de auto was ontworpen door studenten en de chassis was nog half niet zo goed als die van de andere raceteams. De coureurs zeiden zelfs in een interview dat elke coureur met het chassis van Andrea Moda onmogelijk een podium kon halen.
Uiteindelijk besloot de FIA om Andrea Moda Formula te laten verbannen uit de koningsklasse. Het team had toen 13 races achter de rug en 0 punten.
1950 · 1951 · 1952 · 1953 · 1954 · 1955 · 1956 · 1957 · 1958 · 1959 · 1960 · 1961 · 1962 · 1963 · 1964 · 1965 · 1966 · 1967 · 1968 · 1969 · 1970 · 1971 · 1972 · 1973 · 1974 · 1975 · 1976 · 1977 · 1978 · 1979 · 1980 · 1981 · 1982 · 1983 · 1984 · 1985 · 1986 · 1987 · 1988 · 1989 · 1990 · 1991 · 1992 · 1993 · 1994 · 1995 · 1996 · 1997 · 1998 · 1999 · 2000 · 2001 · 2002 · 2003 · 2004 · 2005 · 2006 · 2007 · 2008 · 2009 · 2010 · 2011 · 2012 · 2013 · 2014 · 2015 · 2016 · 2017 · 2018 · 2019 · 2020 · 2021 · 2022 · 2023 · 2024 · 2025 · 2026 
 Lijst van Formule 1 Grand Prix-wedstrijden